# Mustapha Yahaya
Mustapha Yahaya (Ejisu, 9 januari 1994) is een Ghanees betaald voetballer die als middenvelder speelt. Ook zijn broer Seidu is profvoetballer.

## Clubcarrière
In januari 2012 maakte FC Twente de komst van Yahaya bekend. Hij werkte daarvoor een succesvolle zomerstage af bij FC Twente. Echter moest hij wachten tot zijn achttiende verjaardag vooraleer hij een contract kon tekenen bij Twente. Yahaya debuteerde op 7 augustus 2013 voor Jong Twente in de Eerste divisie tegen FC Oss. Hij kwam in het veld voor Jurjan Mannes. Hij had een contract tot juni 2017. Nadat het beloftenteam na het seizoen 2014/15 stopte in de Eerste divisie, vond hij geen aansluiting bij het eerste team. Ook had hij een deel van het seizoen geen werkvergunning. In juni 2016 ging hij voor Europa FC uit Gibraltar spelen. Met Europa won hij in 2017 de Premier Division, driemaal de Rock Cup (2017, 2018 en 2019) en in 2019 de Pepe Reyes Cup (supercup). In 2019 ging hij naar Lincoln Red Imps FC.

## Statistieken
| Seizoen         | Club            |                    | Competitie          | Competitie | Competitie | Beker | Beker | Supercup | Supercup | Internationaal | Internationaal | Totaal | Totaal |
| Seizoen         | Club            | Wed.               | Competitie          | Dlp.       | Wed.       | Dlp.  | Wed.  | Dlp.     | Wed.     | Dlp.           | Wed.           | Dlp.   |        |
| --------------- | --------------- | ------------------ | ------------------- | ---------- | ---------- | ----- | ----- | -------- | -------- | -------------- | -------------- | ------ | ------ |
| 2013/14         | Jong Twente     | Vlag van Nederland | Eerste divisie      | 20         | 0          | -     | -     | -        | -        | -              | -              | 20     | 0      |
| 2014/15         | Jong Twente     | Vlag van Nederland | Eerste divisie      | 2          | 0          | -     | -     | -        | -        | -              | -              | 2      | 0      |
| 2015/16         | Jong Twente     | Vlag van Nederland | Beloften Eredivisie | 7          | 1          | -     | -     | -        | -        | -              | -              | 7      | 1      |
| 2016/17         | Europa FC       | Vlag van Gibraltar | Premier Division    | 21         | 3          | 4     | 0     | 0        | 0        | 2              | 0              | 27     | 3      |
| 2017/18         | Europa FC       | Vlag van Gibraltar | Premier Division    | 16         | 2          | 4     | 0     | 0        | 0        | 2              | 0              | 22     | 2      |
| 2018/19         | Europa FC       | Vlag van Gibraltar | Premier Division    | 12         | 0          | 0     | 0     | 0        | 0        | 2              | 0              | 14     | 0      |
| Carrière totaal | Carrière totaal | Carrière totaal    | Carrière totaal     | 78         | 6          | 8     | 0     | 0        | 0        | 6              | 0              | 92     | 6      |

Bijgewerkt t/m 29 december 2018